# Zhang Guozheng
Zhang Guozheng (* 14. September 1974 in Xianyou, Fujian) ist ein ehemaliger chinesischer Gewichtheber.

## Karriere
Zhang erschien erstmals bei der Weltmeisterschaft 1999 in Athen, wo der damals 25-jährige den 5. Platz im Leichtgewicht mit 337,5 kg belegte. Mit derselben Zweikampflast wurde er ein Jahr später bei den Olympischen Spielen 2000 in Sydney Vierter. Bei seiner zweiten WM 2002 konnte er jedoch bereits Gold im Zweikampf und im Stoßen, sowie Silber im Reißen gewinnen. 2003, ein Jahr später, wiederholte er dies, nur diesmal auch mit Gold im Reißen.
So konnte er auch bei den Olympischen Spielen 2004 seiner Favoritenrolle gerecht werden und siegte mit 347,5 kg im Zweikampf und 2,5 kg vor seinem Konkurrenten Lee Bae-yeong aus Südkorea. 2007 konnte der bereits 33-jährige erneut die WM in Chiang Mai gewinnen. Zwar bereitete sich Zhang intensiv auf die Olympischen Spiele 2008 in Peking vor, dennoch wurde an seiner Stelle der jüngere Liao Hui zusammen mit Shi Zhiyong für die Klasse bis 69 kg nominiert.

## Persönliche Bestleistungen
- Reißen: 160,0 kg in der Klasse bis 69 kg
- Stoßen: 197,5 kg in der Klasse bis 69 kg bei den Asienmeisterschaften 2003
- Zweikampf: 352,5 kg in der Klasse bis 69 kg